# Greigia columbiana
Greigia columbiana L.B.Smith è una pianta della famiglia delle Bromeliacee, diffusa in America centrale e Sud America.

## Distribuzione e habitat
È presente in Costa Rica, Panama, Colombia, Ecuador e Venezuela.

## Tassonomia
Sono state descritte le seguenti varietà:
- Greigia columbiana var. columbiana - Costa Rica, Panama, Colombia, Venezuela
- Greigia columbiana var. subinermis L.B.Sm. - Colombia, Ecuador